# Denso Bright Pegasus
I Denso Bright Pegasus (デンソーブライトペガサス?, Densō Buraito Pegasasu) sono una squadra di softball femminile giapponese con sede a Anjo, Aichi. Sono membri della East Division della Japan Diamond Softball League (JD.League).

## Storia
I Bright Pegasus furono fondati nel 1960 come squadra di softball della Denso.
La Japan Diamond Softball League (JD.League) fu fondata nel 2022, e i Bright Pegasus si unirono alla nuova lega come membri della East Division.

## Roster attuale
Aggiornato all'aprile 2022.
| Ruolo         | N.         | Nome             | Età        | Altezza             | Batte      | Lancia     | Note                                            |
| Giocatrici    | Giocatrici | Giocatrici       | Giocatrici | Giocatrici          | Giocatrici | Giocatrici | Giocatrici                                      |
| ------------- | ---------- | ---------------- | ---------- | ------------------- | ---------- | ---------- | ----------------------------------------------- |
| Lanciatrici   | 11         | Emi Fujimoto     | 25 anni    | 164 cm (5 ft 5 in)  | Sinistro   | Destro     |                                                 |
| Lanciatrici   | 20         | Miki Nakamura    | 28 anni    | 174 cm (5 ft 9 in)  | Destro     | Destro     |                                                 |
| Lanciatrici   | 22         | Carley Hoover    | 30 anni    | 188 cm (6 ft 2 in)  | Destro     | Destro     |                                                 |
| Ricevitrici   | 21         | Ami Kojima       | 25 anni    | 164 cm (5 ft 5 in)  | Sinistro   | Destro     |                                                 |
| Ricevitrici   | 26         | Tomomi Kikuchi   | 26 anni    | 167 cm (5 ft 6 in)  | Destro     | Destro     |                                                 |
| Interne       | 1          | Hitomi Kawabata  | 28 anni    | 164 cm (5 ft 5 in)  | Sinistro   | Destro     | Giocatrice ai Giochi Olimpici 2020              |
| Interne       | 3          | Ako Imamura      | 24 anni    | 161 cm (5 ft 3 in)  | Destro     | Destro     |                                                 |
| Interne       | 6          | Sarara Kiyose    | 21 anni    | 170 cm (5 ft 7 in)  | Sinistro   | Destro     |                                                 |
| Interne       | 17         | Natsuko Sugama   | 35 anni    | 159 cm (5 ft 3 in)  | Destro     | Destro     |                                                 |
| Interne       | 24         | Nozomi Shiraishi | 27 anni    | 152 cm (4 ft 12 in) | Destro     | Destro     |                                                 |
| Interne       | 27         | Nana Kuroda      | 25 anni    | 164 cm (5 ft 5 in)  | Destro     | Destro     |                                                 |
| Interne       | 88         | Yuzuki Sumitomo  | 21 anni    | 158 cm (5 ft 2 in)  | Sinistro   | Destro     |                                                 |
| Esterne       | 4          | Hikari Hanaura   | 23 anni    | 160 cm (5 ft 3 in)  | Sinistro   | Destro     |                                                 |
| Esterne       | 5          | Yuka Nakamura    | 28 anni    | 155 cm (5 ft 1 in)  | Sinistro   | Destro     |                                                 |
| Esterne       | 7          | Eri Yamada       | 41 anni    | 165 cm (5 ft 5 in)  | Sinistro   | Sinistro   | Giocatrice ai Giochi Olimpici 2004, 2008 e 2020 |
| Esterne       | 9          | Risa Kawamura    | 25 anni    | 163 cm (5 ft 4 in)  | Sinistro   | Destro     |                                                 |
| Esterne       | 10         | Chinami Enomoto  | 30 anni    | 155 cm (5 ft 1 in)  | Sinistro   | Destro     |                                                 |
| Esterne       | 23         | Yui Kemmochi     | 28 anni    | 162 cm (5 ft 4 in)  | Sinistro   | Destro     |                                                 |
| Esterne       | 25         | Yukimi Sano      | 34 anni    | 168 cm (5 ft 6 in)  | Destro     | Destro     |                                                 |
| Staff tecnico |            |                  |            |                     |            |            |                                                 |
| Manager       | 30         | Miwa Tanoue      | 49 anni    | -                   | -          | -          |                                                 |
| Coach         | 31         | Natsumi Nakamori | 36 anni    | -                   | -          | -          |                                                 |